# Arménská vlajka

Arménská vlajka
Poměr stran: 1:2

Vlajka Arménie je tvořena listem o poměru stran 1:2 se třemi vodorovnými pruhy: červeným, modrým a oranžovým. Podobu vlajky přijala Nejvyšší rada Arménie v zákoně O státní vlajce Arménské republiky z 24. srpna 1990. Její barvy jsou identické s arménskou vlajkou užívanou v letech 1918–1920, liší se pouze poměrem stran (tehdy 2:3).
Červená barva symbolizuje krev Arménů padlých v boji za nezávislost a křesťanství, modrá barva je barvou nebe a oranžová symbolizuje přírodní bohatství a blahobyt. Existuje i mnoho jiných interpretací významu barev, většina z nich však nemá reálný základ. Tato vlajka sloužila poprvé jako národní symbol během krátkého období nezávislosti po první světové válce. Po vzniku Arménské SSR byla vlajka nahrazena vlajkou standardního sovětského vzoru. Trikolóra byla znovu navrácena po rozpadu Sovětského svazu v roce 1991.

## Galerie

Arménská vlajka (1918–1922) Poměr stran: 2:3
Vlajka Zakavkazské SFSR (1922–1936) Poměr stran: 1:2
Vlajka Arménské SSR (1952–1990) Poměr stran: 1:2
Vlajka arménského prezidenta Poměr stran: 1:2